# Lijst van beelden in Gennep
Dit is een (onvolledige) chronologische lijst van beelden in Gennep. Onder een beeld wordt hier verstaan elk driedimensionaal kunstwerk in de openbare ruimte van de Nederlandse gemeente Gennep, waarbij beeld wordt gebruikt als verzamelbegrip voor sculpturen, standbeelden, installaties, gedenktekens en overige beeldhouwwerken.
Voor een volledig overzicht van de beschikbare afbeeldingen zie de categorie Beelden in Gennep op Wikimedia Commons.

## Gennep (plaats)
| Geplaatst | Omschrijving                                                         | Kunstenaar                                                      | Straat                                      | Plaats | Materiaal             | Afbeelding                                |
| --------- | -------------------------------------------------------------------- | --------------------------------------------------------------- | ------------------------------------------- | ------ | --------------------- | ----------------------------------------- |
| 1922      | Heilig Hartbeeld (Gennep)                                            | Atelier Thissen                                                 | Wagenstraat / Steendalerstraat              | Gennep |                       |                                           |
| 1937      | Juliana en Bernhard-bank                                             |                                                                 | Zuid-Oostwal / Niersweg                     | Gennep |                       |                                           |
| 1938      | Mariakapel                                                           |                                                                 | Touwslagersgroes                            | Gennep |                       |                                           |
| 1949-1950 | Sint Norbertus                                                       | Willem Antonius van Helvert (Kloosternaam: Michaël van Helvert) | Markt 2                                     | Gennep | keramiek              | gevelbeeld Sint Norbertus in Gennep       |
| 1949      | Wapen van Gennep (gevelsteen)                                        | Willem Antonius van Helvert (Kloosternaam: Michaël van Helvert) | Markt 2                                     | Gennep |                       | Wapenschild van Gennep                    |
| 1953      | De Barmhartige Samaritaan                                            | Jac Maris                                                       | Niersweg                                    | Gennep | brons                 |                                           |
| 1968      | Terpsichore                                                          | Peter Roovers                                                   | ’t Straatje                                 | Gennep | keramiek              |                                           |
| 1969      | Dansende kinderen (titel onbekend)                                   |                                                                 | Picardie nabij 64                           | Gennep | keramiek              |                                           |
| 1971      | De Stier                                                             | Pieter Kortekaas                                                | Maasstraat                                  | Gennep | beton                 | Stier                                     |
| 1985      | De Kuiper                                                            | Ghisleen Bakker en Wim Bartels (kunstenaar)                     | Brugstraat 101                              | Gennep | keramiek              |                                           |
| 1985      | Papiermaker                                                          | Ghisleen Bakker en Wim Bartels (kunstenaar)                     | Seringenstraat / Langeweg 133/145           | Gennep | keramiek              |                                           |
| 1985      | De Timmerman                                                         | Ghisleen Bakker en Wim Bartels (kunstenaar)                     | Doelen                                      | Gennep | keramiek              |                                           |
| 1985      | Ploegende boer                                                       | Ghisleen Bakker en Wim Bartels (kunstenaar)                     | Prinses Margrietstraat 25                   | Gennep | keramiek              |                                           |
| 1985      | Raderen van de molen Molenrad, (reliëf)                              | Ghisleen Bakker en Wim Bartels (kunstenaar)                     | Niersweg 1 (De Genneper molen)              | Gennep | keramiek              | Molenrad                                  |
| 1985      | Waakhonden(twee honden)                                              | Peter Roovers                                                   | Zandstraat / Jan Lindersplein               | Gennep |                       |                                           |
| 1985/1995 | Twee kinderen                                                        | Wim Bartels (kunstenaar)                                        | 2e Dwarsweg 77                              | Gennep | baksteen, keramiek    |                                           |
| 1986      | Samenwerking                                                         | Thomas Rodr                                                     | Noordwal                                    | Gennep |                       |                                           |
| 198       | Stoel                                                                | T. Janssen                                                      | Middelweg (bij nr 10)/ Emmastraat           | Gennep | metaal                |                                           |
| 1989      | De Pottenbakker (reliëf)                                             | Wim Bartels (kunstenaar)                                        | Noordwal                                    | Gennep | keramiek              | Pottenbakker                              |
| ca 1990   | St.Martinus (jeugdig soldaat)                                        | Wim Bartels (kunstenaar)                                        | Niersdijk 1 (pastorie St. Martinuskerk)     | Gennep | keramiek              |                                           |
| 1999/2000 | Sint Martinus                                                        | Joep Coppens                                                    | Zuid-Oostwal                                | Gennep |                       | St.Martinus                               |
| 2001      | Mozaïekplein                                                         | Smeets en Smeets en 280 Genneppenaren                           | Ellen Hoffmannplein                         | Gennep | keramiek              | Meer afbeeldingen                         |
| 2006      | Muzieksculptuur                                                      | Henk Visser                                                     | Niersdijk, park                             | Gennep | cortenstaal           |                                           |
| 2013      | 15 Beleefbankjes (bankjes met 5 tot 10 tegeltjes)                    | Nine Milacic en Morea Pubben-van ’t Hullenaar                   | verspreid door centrum Gennep               | Gennep | beton, hout, keramiek |                                           |
| 2014      | Luisteren naar Fluisteren 01                                         | Richard Smeets en Stichting sporen nalaten                      | Hoek Heijenseweg/Stiemensweg                | Gennep | cortenstaal           |                                           |
| 2014      | Luisteren naar Fluisteren 02                                         | Richard Smeets en Stichting sporen nalaten                      | Zandstraat/Brugstraat                       | Gennep | cortenstaal           |                                           |
| 2014      | Luisteren naar Fluisteren 04                                         | Richard Smeets en Stichting sporen nalaten                      | Brabantweg/Heijenseweg (in plantsoen)       | Gennep | cortenstaal           |                                           |
| 2014      | Luisteren naar Fluisteren 07                                         | Richard Smeets en Stichting sporen nalaten                      | Torenstraat (plein)/Doelen                  | Gennep | cortenstaal           |                                           |
| 2014      | Kopgevel met weefpatroon. Weverflat                                  | IJsselmonde Applicateur                                         | Weverstraat                                 | Gennep | minerale gevelstrips  | Weverflat, gevel met weefmotief (Gennep)  |
| 2015      | Keramiekmuur                                                         | Pieter Arts, Ghisleen Bakker en Stichting NOX                   | Jan Lindersplein                            | Gennep | steengoed             | Meer afbeeldingen                         |
| 2017      | Genneperhuys rotondekunst                                            | Ysbrandt Roovers                                                | rotonde N271/N291                           | Gennep | cortenstaal           |                                           |
| 2020      | Wand applicaties                                                     | Hay van Arensbergen                                             | fietstunnel bij de Brabantweg - Weverstraat | Gennep |                       |                                           |
| 2021      | Landmark Gennep West                                                 | Frans Klerkx                                                    | Gennepse Weverpark                          | Gennep | cortenstaal           | Landmark Gennep West van Frans Klerkx     |
| 2021      | Drie ooievaars (rotondekunst)                                        | Blow Ups                                                        | Brabantweg / Wevertsraat                    | Gennep | polyester             | Ooievaars, rotondekunstwerk, Gennep       |
| 2021      | Muurschildering                                                      | Studio Karline                                                  | viaduct Hoge Schaaf, Brem                   | Gennep |                       |                                           |
| 2024      | Collona (kunstroute Kapellenbaan)                                    | Guido Geelen                                                    | Kampweg 1, Algemene Begraafplaats           | Gennep |                       |                                           |
| 2024      | Veteranenlogo en Veteranen Anjerperk                                 | firma Bovema en leerlingen van het Elzendaalcollege             | Vrijheidsplein                              | Gennep | cortenstaal           |                                           |
| 2024      | Gennep letterkunst                                                   | Hans Bakker, (1951)                                             | Brabantweg (busstation)                     | Gennep |                       |                                           |
|           | 3 Niersgolven                                                        |                                                                 | Niersweg bij nr6 (Nierspark)                | Gennep | baksteen              |                                           |
|           | Gevelreliëf De Boskant                                               |                                                                 | Stiemensweg 12                              | Gennep |                       | Gevelreliëf De Boskant (Gennep)           |
| na 2016   | onbekend                                                             |                                                                 | Brabantweg (busstation)                     | Gennep | cortenstaal           | Kunst in cortenstaal, Stationsweg, Gennep |
|           | Gevelsteen                                                           |                                                                 | Markt                                       | Gennep |                       |                                           |
|           | Oosterse Danseres (?) (muurreliëf)                                   | Ghisleen Bakker                                                 | Zuid-Oostwal nabij 8                        | Gennep |                       |                                           |
|           | Zittend paar                                                         |                                                                 | Markt / Maasstraat                          | Gennep |                       |                                           |
|           | onbekende heilige                                                    |                                                                 | Zuid-Oostwal 1                              | Gennep |                       |                                           |
|           | Gek (schoorsteenkap, herinnert aan de voormalige moutfabriek Aurora) |                                                                 | Brabantweg – Heijenseweg                    | Gennep | metaal                |                                           |
|           | onbekend                                                             | onbekend                                                        | Stiemensweg 40 (Elzendaalcollege)           | Gennep |                       |                                           |
|           | onbekend                                                             | onbekend                                                        | Stiemensweg 40 (Elzendaalcollege)           | Gennep |                       |                                           |

## Heijen
| Geplaatst | Omschrijving                    | Kunstenaar                                 | Straat                                 | Plaats | Materiaal   | Afbeelding                                  |
| --------- | ------------------------------- | ------------------------------------------ | -------------------------------------- | ------ | ----------- | ------------------------------------------- |
| 1956      | Maria                           | Peter Roovers                              | Hommersumseweg (Veldkapel bij rotonde) | Heijen | zandsteen   | Veldkapel Maria met kind in Heijen          |
| 1997      | 25 jaar Volksdansfeesten Heijen |                                            | Nieuwwijkstraat                        | Heijen |             | Gedenkteken 25 jaar Volkdansfeesten, Heijen |
|           | Sint Isidorus (gevelbeeld)      |                                            | Hoofdstraat, huis Heijen               | Heijen |             | Isidorus                                    |
| 2014      | Luisteren naar Fluisteren 08    | Richard Smeets en Stichting sporen nalaten | Hoofdstraat/Heijkampseweg              | Heijen | cortenstaal | Sculptuur Luisteren naar Fluisteren         |

## Milsbeek
| Geplaatst  | Omschrijving                                        | Kunstenaar       | Straat                           | Plaats   | Materiaal   | Afbeelding |
| ---------- | --------------------------------------------------- | ---------------- | -------------------------------- | -------- | ----------- | ---------- |
| 1931 /1938 | Onze Lieve Vrouw van Altijddurende Bijstand (gevel) | Jac Maris        | Kerkstraat 27, kerk              | Milsbeek |             |            |
| 1975       | Object                                              | Pieter Kortekaas | Zwarteweg                        | Milsbeek | polyester   |            |
| 1990       | De hofzitter                                        | Tom Rooijendijk  | De hofzitter Weth. Theunissenhof | Milsbeek |             |            |
| 1996       | Gebogen vorm                                        | Wim Klabbers     | Achterbroek bij 25               | Milsbeek | ijzer       |            |
| 2004       | Eerbetoon aan de Pottenbakkers                      | Peter Dekkers    | Schuttersplein                   | Milsbeek | cortenstaal |            |
| 2014       | Stone hands rotondekunst                            | Geert Jacobs     | Rijksweg-Zwarteweg               | Milsbeek |             |            |
| 2020       | Vijf stoelen                                        | Patrick Kusters  | Bloemenstraat 8                  | Milsbeek | hout        |            |

## Ottersum
| Geplaatst    | Omschrijving                         | Kunstenaar                                 | Straat                                  | Plaats   | Materiaal   | Afbeelding                                                       |
| ------------ | ------------------------------------ | ------------------------------------------ | --------------------------------------- | -------- | ----------- | ---------------------------------------------------------------- |
|              | Calvarie                             |                                            | Sint Jansstraat (Johannes de Doperkerk) | Ottersum |             | Calvariegroep, Ottersum                                          |
| 1946         | Heilig Hartbeeld                     | Peter Roovers                              | Wilhelminastraat / Sint Jansstraat      | Ottersum | zandsteen   | Heilig Hartbeeld in Ottersum                                     |
| 1994         | Dans                                 | Hennie Kuilman                             | Sint Jansstraat 56                      | Ottersum |             |                                                                  |
| 1970         | Man Vrouw Leven                      | Pieter Kortekaas                           | Goorseweg 53                            | Ottersum | polyester   |                                                                  |
| 1970         | Wervel                               | Pieter Kortekaas                           | Goorseweg 53                            | Ottersum | polyester   |                                                                  |
| 2014         | Luisteren naar Fluisteren 03         | Richard Smeets en Stichting sporen nalaten | Raadhuisplein (plantsoen)               | Ottersum | cortenstaal | Sculptuur Luisteren naar Fluisteren, Raadhuisplein, Ottersum     |
| 2014         | Luisteren naar Fluisteren 05         | Richard Smeets en Stichting sporen nalaten | Kleefseweg 9 (Maria Roepaan)            | Ottersum | cortenstaal |                                                                  |
| 2014         | Luisteren naar Fluisteren 06         | Richard Smeets en Stichting sporen nalaten | Kruispunt Duits lijntje/Siebengewaldweg | Ottersum | cortenstaal | Sculptuur Luisteren naar Fluisteren, Siebengewaldseweg, Ottersum |
| 2017 en 2021 | Keramiekmuur Ottersum                | Pieter Arts                                | Raadhuisplein                           | Ottersum | keramiek    |                                                                  |
| 2017         | Monumentschildje                     | Ghisleen Bakker                            | Raadhuisplein 4                         | Ottersum | keramiek    |                                                                  |
| 2021         | Grenskapel (kunstroute Kapellenbaan) | Frank Havermans                            | Veedijk                                 | Ottersum |             |                                                                  |

## Ven-Zelderheide
| Geplaatst | Omschrijving | Kunstenaar       | Straat                        | Plaats          | Materiaal | Afbeelding |
| --------- | ------------ | ---------------- | ----------------------------- | --------------- | --------- | ---------- |
| 1953      | Plaquette    |                  | Vensestraat, Antonius Abtkerk | Ven-Zelderheide |           |            |
| 2007      | Sjef Compen  | Haro, kunstenaar | Venseweg 1                    | Ven-Zelderheide |           |            |